# Villaggio

Filetto, piccolo villaggio nel comune di Villafranca in Lunigiana in provincia di Massa e Carrara.

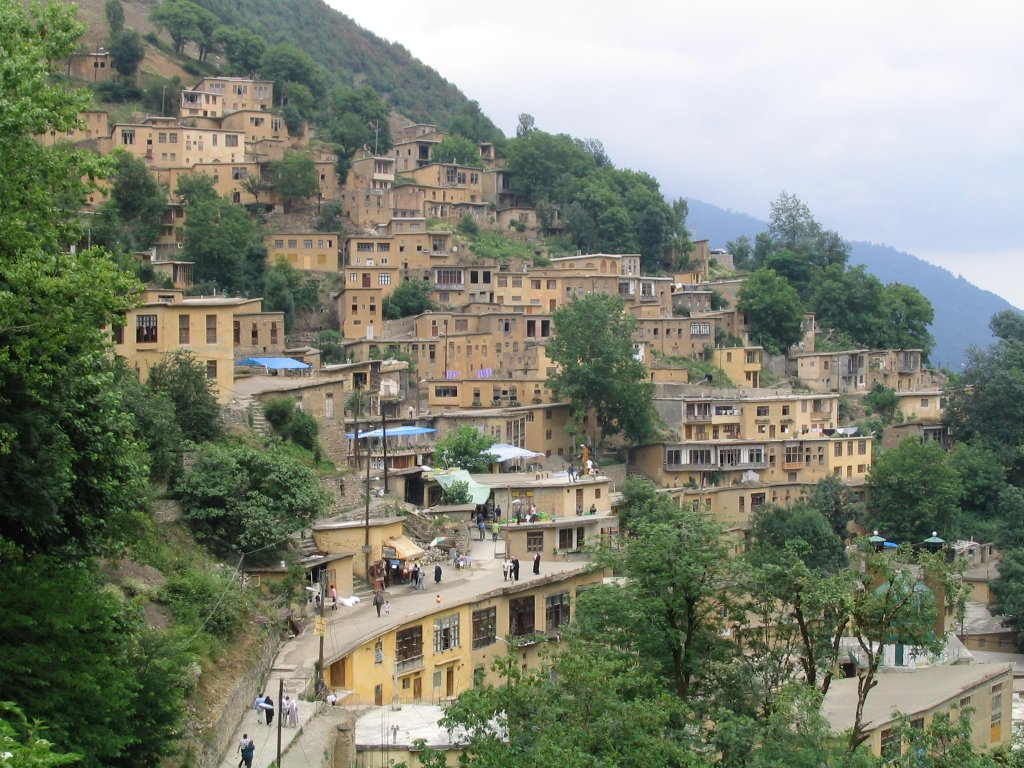
Il villaggio di Masuleh, Provincia di Gilan-e Gharb, Iran.

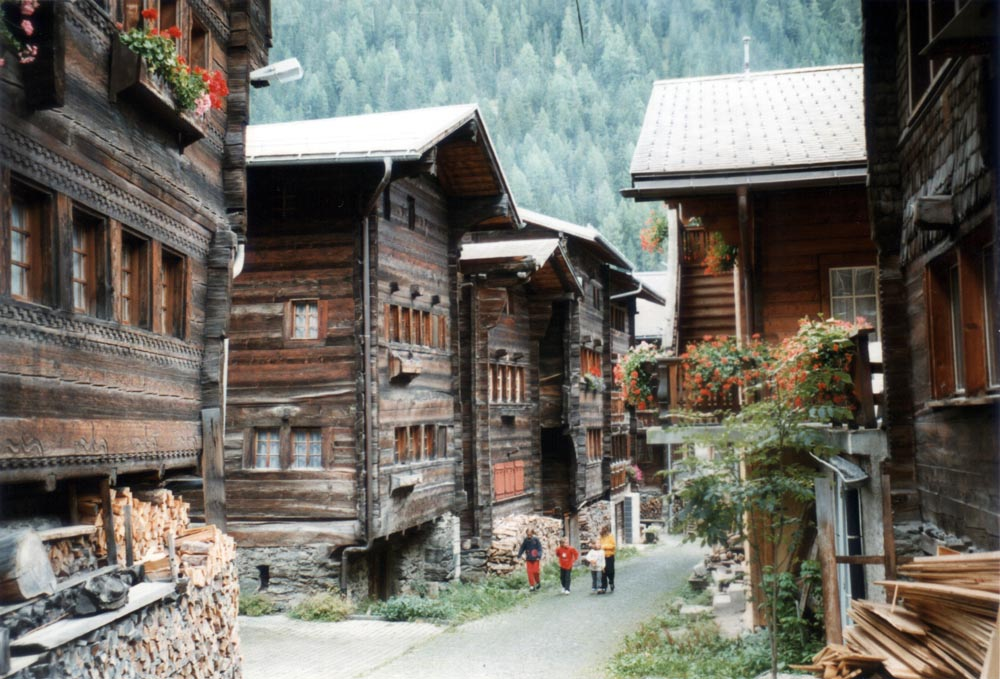
Un villaggio alpino nella Lötschental, una valle della Svizzera.

Il villaggio è un insediamento di modesta entità formatosi prevalentemente per necessità pratiche influenzate dalla presenza di una risorsa importante nelle vicinanze: miniere, pascoli, coltivazioni, pesca. Il villaggio è generalmente privo di fortificazioni, ma può essere recintato da muri o siepi spinose. La sua natura agricola/rurale e indifesa lo differenzia dai borghi, borgate o paesi. Altra caratteristica dei villaggi è anche l'assenza di una vera e propria organizzazione urbanistica. Il termine nasce per distinguere quegli insediamenti fissi, stabili, ovvero quei luoghi abitati da popoli non più nomadi. Gli insediamenti transitori sono invece definiti accampamenti.

## Paesi con villaggi

### Afghanistan
In Afghanistan, il villaggio, o deh (Dari / Pashto: ده) è il tipo di insediamento di medie dimensioni nella società afghana, superando il villaggio o qala degli Stati Uniti (Dari: قلعه, Pashto: کلي), però più piccolo della città, o shār (Dari: شهر, Pashto:ښار). A differenza del qala, il deh è generalmente un insediamento più grande che comprende un'area commerciale, mentre lo shār ancora più grande comprende edifici governativi e servizi come scuole di istruzione superiore, assistenza sanitaria di base, stazioni di polizia ecc.

### India
"L'anima dell'India vive nei suoi villaggi", dichiarava il Mahatma Gandhi all'inizio del XX secolo. Secondo il censimento dell’India del 2011, il 69% degli indiani (circa 833 milioni di persone) viveva in villaggi. Secondo il censimento dell'India del 2011, c'erano un totale di 649.481 villaggi in India. La dimensione di questi villaggi varia considerevolmente. 236.004 villaggi indiani hanno una popolazione inferiore a 500 abitanti, mentre 3.976 villaggi hanno una popolazione di oltre 10.000 abitanti. La maggior parte dei villaggi ha il proprio tempio, moschea o chiesa, a seconda del seguito religioso locale.

### Pakistan
La maggior parte dei pakistani vive nelle zone rurali. Secondo il censimento del 2017, circa il 64% della popolazione pakistana viveva nelle zone rurali. La maggior parte delle aree rurali del Pakistan tendono ad essere vicine alle città e sono aree periurbane. Ciò è dovuto alla definizione di area rurale in Pakistan come un'area che non rientra nei confini urbani. Un villaggio si chiama deh o gaaon in urdu. La vita del villaggio pakistano è caratterizzata da rapporti di parentela e di scambio.

## Asia centrale
Auyl (kazako: Ауыл) è una parola kazaka che significa "villaggio" in Kazakistan. Secondo il censimento del Kazakistan del 2009, il 42,7% dei cittadini kazaki (7,5 milioni di persone) viveva in 8172 villaggi diversi. Per riferirsi a questo concetto insieme alla parola "auyl" si usava spesso la parola slava "selo" nel Kazakistan settentrionale.

## Asia orientale
Repubblica Popolare Cinese
Nella Cina continentale, i villaggi 村 sono divisioni sotto Zh:乡 e Zh:镇.
Repubblica di Cina (Taiwan)
Nella Repubblica di Cina (Taiwan), i villaggi sono divisioni sotto township o città amministrate da contee. Il villaggio è chiamato tsuen o cūn (村) sotto un comune rurale (鄉) e a li (里) sotto un comune urbano (鎮) o una città controllata dalla contea.
Giappone
Un villaggio (村, mura)  è un'unità amministrativa locale del Giappone.
È un ente pubblico locale insieme alla prefettura (県, ken o altri equivalenti), alla città (市, shi) e al paese (町, chō, a volte machi). Geograficamente, l'estensione di un villaggio è contenuta all'interno di una prefettura. I villaggi sono più grandi di un insediamento locale; ciascuno è una suddivisione del distretto rurale (郡, gun), che è suddiviso in città e villaggi senza sovrapposizioni e senza aree scoperte.

## Sud-est asiatico

### Brunei
In Brunei, i villaggi sono ufficialmente le suddivisioni di terzo e più basso livello del Brunei sotto i distretti e i mukim. Un villaggio è conosciuto localmente con la parola malese kampung (scritto anche come kampong). Possono essere villaggi nel senso tradizionale o antropologico, ma possono anche comprendere insediamenti residenziali delineati, sia rurali che urbani. La comunità di un villaggio è guidata da un capo villaggio (malese: ketua kampung). Le infrastrutture comuni per gli abitanti del villaggio possono includere una scuola elementare, una scuola religiosa che fornisce ugama o istruzione primaria religiosa islamica obbligatoria per gli alunni musulmani nel paese, una moschea e un centro comunitario (malese: balai raya o dewan kemasyarakatan).

### Indonesia
In Indonesia, a seconda dei principi che vengono amministrati, i villaggi sono chiamati kampung o desa (o kelurahan per quelli con funzioni urbane). Una desa (termine che deriva da una parola sanscrita che significa "paese" che si ritrova nel nome "Bangladesh" = bangla e desh/desha) è amministrato secondo le tradizioni e il diritto consuetudinario (adat), mentre un kelurahan è amministrato lungo più principi “moderni”. I Desa si trovano generalmente nelle aree rurali mentre i kelurahan sono generalmente suddivisioni urbane. Un capo villaggio è chiamato rispettivamente kepala desa o lurah. Entrambi sono eletti dalla comunità locale. Una desa o kelurahan è la suddivisione di un kecamatan (distretto), a sua volta la suddivisione di un kabupaten (reggenza) o kota (città).
Lo stesso concetto generale vale in tutta l’Indonesia. Tuttavia, esiste qualche variazione tra il vasto numero di gruppi etnici austronesiani. A Bali, ad esempio, i villaggi sono stati creati raggruppando i borghi tradizionali o banjar, che costituiscono la base della vita sociale balinese. Nella zona di Minangkabau, nella provincia di Sumatra Occidentale, i villaggi tradizionali sono chiamati nagari (termine che deriva da un'altra parola sanscrita che significa "città", che si ritrova nel nome come "Srinagar"= sri e nagar/nagari). Come regola generale, desa e kelurahan sono raggruppamenti di frazioni (kampung in indonesiano, dusun in giavanese, banjar in Bali). Un kampung è definito oggi come un villaggio nel Brunei e in Indonesia.

### Malesia e Singapore
Kampung è un termine usato in Malesia (a volte scritto kampong o kompong in lingua inglese) per "un villaggio o villaggio malese in un paese di lingua malese". In Malesia, un kampung è una località con 10.000 o meno persone. Sin dai tempi storici, ogni villaggio malese è stato sotto la guida di un penghulu (capo villaggio), che ha il potere di giudicare le questioni civili nel suo villaggio (vedi Tribunali della Malesia per maggiori dettagli).
Un villaggio malese contiene tipicamente un "masjid" (moschea) o "surau", risaie e case malesi su palafitte. Gli abitanti dei villaggi malesi e indonesiani praticano la cultura dell'aiuto reciproco come comunità, meglio conosciuta come "portare pesi congiunti" (gotong royong). Sono orientati alla famiglia (specialmente il concetto di rispetto della propria famiglia [in particolare i genitori e gli anziani]), alla cortesia e praticano la fede in Dio ("Tuhan") come fondamentale rispetto a tutto il resto. È comune vedere un cimitero vicino alla moschea. Nel Sarawak e nel Kalimantan orientale, alcuni villaggi sono chiamati "lunghi", abitati principalmente dagli Orang Ulu.
Un tempo i kampung malesi erano abbondanti a Singapore, ma non sono rimasti quasi più villaggi kampung; i pochissimi sopravvissuti fino ad oggi si trovano per lo più sulle isole periferiche che circondano la terraferma di Singapore, come Pulau Ubin. La Singapore continentale aveva molti villaggi kampung, ma gli sviluppi moderni e i rapidi lavori di urbanizzazione li hanno visti radere al suolo; Kampong Lorong Buangkok è l'ultimo villaggio sopravvissuto sulla terraferma del paese.
Il termine "kampung", a volte scritto "kampong", è una delle tante parole malesi entrate nell'uso comune in Malesia e Singapore. A livello locale, il termine è spesso usato per riferirsi alla propria città natale o a un villaggio rurale, a seconda del contesto previsto.

### Birmania
Un villaggio (birmano: ကျေးရွာ, kyei-ywa; o ရှာ, ywa) è la suddivisione più piccola dei tratti di villaggio rurale della Birmania.  Ad agosto 2015 c'erano 70.838 villaggi in Birmania.

### Filippine
Nelle aree urbane delle Filippine, il termine "villaggio" si riferisce più comunemente a suddivisioni private, in particolare comunità recintate. Questi villaggi sono emersi a metà del XX secolo ed erano inizialmente dominio di abitanti urbani d'élite. Questi sono comuni nelle principali città del paese e i loro residenti hanno un’ampia gamma di livelli di reddito.
Tali villaggi possono o meno corrispondere a un barangay (l'unità di governo di base del paese, definita anche villaggio), o essere amministrati privatamente. I Barangay corrispondono maggiormente ai villaggi precoloniali; il presidente (in precedenza il datu del villaggio) ora risolve questioni amministrative, intrapersonali e politiche o controlla l'area, anche se con molta meno autorità e rispetto che in Indonesia o Malesia.

### Vietnam
Il villaggio, o "làng", è la base della società vietnamita. Il villaggio del Vietnam contiene tipicamente: una porta del villaggio, "lũy tre" (siepi di bambù), "đình làng" (casa comune) dove viene adorato "thành hoàng" (dio tutelare), un pozzo comune, "đồng lúa" (risaia), "chùa" (tempio) e le case di tutte le famiglie del paese. Tutte le persone nei villaggi del Vietnam hanno solitamente una relazione di sangue. Sono agricoltori che coltivano riso e praticano la stessa tradizione artigianale. I villaggi del Vietnam hanno un ruolo importante nella società (detto vietnamita: "La dogana governa la legge" -"Phép vua thua lệ làng" [letteralmente: la legge del re cede alle usanze del villaggio]).

## Europa centrale e orientale

### Paesi slavi
Selo (cirillico: село; polacco: sioło) è una parola slava che significa "villaggio" in Bosnia ed Erzegovina, Bulgaria, Croazia, Macedonia del Nord, Russia, Serbia e Ucraina. Ad esempio, ci sono numerosi sela (села; plurale di selo) chiamati Novo Selo (Ново Село, "Nuovo villaggio") in Bulgaria, Croazia, Montenegro, Serbia e Macedonia del Nord.
Un'altra parola slava per un villaggio è ves (polacco: wieś, wioska; ceco: ves, vesnice; slovacco: ves; sloveno: vas; russo: весь, romanizzato: ves). In Slovenia la parola selo è usata per villaggi molto piccoli (meno di 100 abitanti) e nei dialetti; la parola slovena vas è usata in tutta la Slovenia. In Russia, la parola ves è arcaica, ma rimane negli idiomi e nei nomi di località, come Vesyegonsk.
La parola più comunemente usata per villaggio in slovacco è dedina (dialettica anche dzedzina). L'etimologia della parola può essere (o non essere) radicata nel verbo dediť ("ereditare"), in riferimento all'eredità di interi villaggi o proprietà all'interno dei villaggi da parte di nobili o ricchi proprietari terrieri. Un'altra etimologia potrebbe essere correlata alla parola sanscrita deśá (देश) simile all'afgano deh, al bengalese desh e all'indonesiano desa. Il termine ves compare nei nomi degli insediamenti (soprattutto villaggi, ma anche alcune città che si sono evolute nel tempo da villaggi). Anche il termine dialettale per indicare un villaggio nella Slovacchia orientale è valal (o valala). Dedina non ha alcuna relazione con il termine slavo orientale più raro derevna, che si riferisce a un villaggio con abitazioni in legno (derevo).

#### Bulgaria
In Bulgaria, i diversi tipi di sela variano da un piccolo selo di 5-30 famiglie a uno di diverse migliaia di persone. Secondo un censimento del 2002, in quell'anno c'erano 2.385.000 cittadini bulgari che vivevano in insediamenti classificati come villaggi. Un profilo degli insediamenti umani sulla Bulgaria del 2004 condotto dal Dipartimento degli affari economici e sociali delle Nazioni Unite affermava che:
Ha anche affermato che:
In Bulgaria è popolare visitare i villaggi per l'atmosfera, la cultura, l'artigianato, l'ospitalità della gente e la natura circostante. Questo si chiama selski turizam (селски туризъм), che significa "turismo del villaggio".

#### Russia
In Russia, secondo il censimento del 2010, il 26,3% della popolazione del paese viveva in località rurali; in calo rispetto al 26,7% registrato nel censimento del 2002. Esistono diversi tipi di località rurali, ma i due più comuni sono derevnja (деревня) e selo (село). Storicamente, l'indicazione formale dello status era religiosa: una città (gorod, город) aveva una cattedrale, un selo aveva una chiesa, mentre un derevnja non aveva nessuna delle due.
L'unità amministrativa più bassa dell'Impero russo, un volost, o il suo successore sovietico o russo moderno, un selsoviet, aveva tipicamente il quartier generale in un selo e comprendeva alcuni villaggi vicini.
Negli anni '60 e '70, lo spopolamento dei villaggi più piccoli fu guidato dalla spinta dei pianificatori centrali al fine di portare i lavoratori agricoli dai villaggi più piccoli e "senza prospettiva" e nei villaggi principali delle fattorie collettive o statali o anche nelle città più grandi, con più servizi.
La maggior parte dei residenti rurali russi è coinvolta nel lavoro agricolo ed è molto comune che gli abitanti dei villaggi producano il proprio cibo. Mentre gli abitanti delle città benestanti acquistano case di villaggio per le loro seconde case, i villaggi russi a volte vengono trasformati in insediamenti di dacie, utilizzati principalmente per la residenza stagionale.
Le regioni storicamente cosacche della Russia meridionale e parti dell'Ucraina, con il loro suolo fertile e l'assenza di servitù della gleba, avevano un modello di insediamento piuttosto diverso dalla Russia centrale e settentrionale. Mentre i contadini della Russia centrale vivevano in un villaggio attorno al maniero del signore, una famiglia cosacca viveva spesso nella propria fattoria, chiamata chutor. Un certo numero di tali chutor più un villaggio centrale costituivano l'unità amministrativa con un centro in una stanica (russo: станица, romanizzato: stanica; ucraino: станиця, romanizzato: stanicja, lett. 'stanicja'). Tali stanica, spesso con poche migliaia di residenti, erano generalmente più grandi di un tipico selo della Russia centrale.

#### Ucraina
In Ucraina, un villaggio, (ucraino: село, romanizzato: selo, IPA: [selo]), è considerato l'unità amministrativa più bassa. I villaggi sono sotto la giurisdizione di un'amministrazione hromada.

### Cultura ebraica ashkenazita
Uno shtetl (plurale shtetlekh) era una piccola città mercato o villaggio con una popolazione a maggioranza ebraica nell'Europa centrale e orientale. La parola shtetl è yiddish, derivata dalla parola shtot (città) con il suffisso -l, un diminutivo. Gli Shtetlekh iniziarono ad apparire per la prima volta nel XIII secolo e furono aspetti caratteristici della vita ebraica nell'Europa centrale e orientale fino agli anni Quaranta. Lo shtetl occupa un posto importante nella memoria collettiva ebraica (in particolare nella storia degli ebrei ashkenaziti) ed è stato ampiamente rappresentato nella letteratura, nelle arti visive, nel teatro e nel cinema, inclusi esempi come gli scritti di Mendele Mocher Sforim, Isaac Bashevis Singer e Sholem Aleichem. Le storie di Tevye the Dairyman di Sholem Aleichem, ambientate nello shtetl immaginario di Anatevka, furono infine adattate nello spettacolo teatrale Il violinista sul tetto (che a sua volta fu successivamente adattato per il film).
Durante l'Olocausto, la maggior parte degli shtetlekh furono spopolati dalle loro comunità ebraiche attraverso deportazioni di massa o liquidazioni. Molti sono ricordati nei libri yizkor, testimonianze scritte che descrivono le storie delle comunità ebraiche distrutte durante l'Olocausto.

## Europa occidentale e meridionale

### Francia
L'Insee classifica i comuni francesi in quattro gruppi in base alla densità di popolazione:
1. Comuni ad alta densità di popolazione
2. Comuni a densità abitativa intermedia
3. Comuni a bassa densità di popolazione
4. Comuni a bassissima densità abitativa

Un comune del gruppo 3 o 4 è considerato un villaggio (commune rurale).
Un'associazione indipendente denominata Les Plus Beaux Villages de France (affiliata all'associazione internazionale I villaggi più belli del mondo), è stata creata nel 1982 per promuovere il patrimonio dei piccoli e pittoreschi villaggi francesi dal patrimonio di qualità. A luglio 2023, 172 villaggi francesi sono stati inseriti nella lista "I villaggi più belli di Francia".

### Germania
In Germania un Dorf (villaggio) è solitamente composto da almeno poche case ma può avere fino a qualche migliaio di abitanti. I villaggi più grandi possono anche essere chiamati Flecken o Markt a seconda della regione. I villaggi più piccoli solitamente non hanno un proprio governo. Fanno invece parte (Ortsteil) del comune di una località vicina.

### Italia
In Italia i villaggi sono sparsi su tutto il territorio nazionale. Nell'ordinamento italiano non esiste una definizione giuridica di villaggio; tuttavia, un insediamento abitato da meno di 2000 persone viene solitamente definito "villaggio". Più spesso i paesi italiani che fanno parte di un comune sono chiamati frazione, mentre il villaggio che ospita la sede comunale è chiamato paese o capoluogo.
Un'associazione privata senza scopo di lucro di piccole città italiane di forte interesse storico e artistico denominata I Borghi più belli d'Italia e affiliata all'associazione internazionale Les Plus Beaux Villages de la Terre, nasce nel 2001 su iniziativa dell'Assessorato al Turismo dell'Associazione Nazionale Comuni Italiani con l'obiettivo di preservare e mantenere i borghi del patrimonio di qualità. Il suo motto è Il fascino dell'Italia nascosta. A novembre 2023, 361 borghi in Italia sono stati inseriti nella lista "I Borghi più belli d'Italia".

### Spagna
In Spagna, un villaggio (pueblo) si riferisce a una piccola unità di popolazione, più piccola di una città (villa [un termine arcaico che sopravvive solo negli usi ufficiali, come il nome ufficiale della capitale spagnola, "la Villa de Madrid"]) e una città (ciudad), tipicamente situata in un ambiente rurale. Sebbene comunemente sia l'unità amministrativa più piccola (municipio), è possibile che un villaggio sia legalmente composto da unità di popolazione più piccole nel suo territorio. Non esiste una distinzione netta tra villaggi, paesi e città in Spagna, poiché sono stati tradizionalmente classificati in base alla loro importanza religiosa e al loro rapporto con le unità di popolazione circostanti.

### Portogallo
I villaggi sono più comuni nelle regioni settentrionali e centrali, nelle Isole Azzorre e nell'Alentejo. La maggior parte di essi ha una chiesa e una "Casa do Povo" (casa del popolo), dove solitamente si svolgono le romarias estive o le festività religiose del paese. L'estate è anche il periodo in cui molti villaggi ospitano una serie di sagre e fiere popolari, approfittando del fatto che molti locali che risiedono all'estero tendono a tornare nel loro villaggio natale per le vacanze.

### Paesi Bassi
Nei distretti dei Paesi Bassi soggetti a inondazioni, in particolare nelle province settentrionali della Frisia e di Groninga, i villaggi erano tradizionalmente costruiti su basse colline artificiali chiamate terpen prima dell'introduzione dei sistemi di dighe regionali. Nei giorni nostri, il termine dorp (lett. "villaggio") viene solitamente applicato a insediamenti non più grandi di 20.000, sebbene non esista una legge ufficiale riguardante lo status degli insediamenti nei Paesi Bassi.

### Regno Unito
Un villaggio nel Regno Unito è un insediamento compatto di case, di dimensioni più piccole di una città, e generalmente basato sull'agricoltura o, in alcune aree, sull'attività mineraria (come Ouston, nella contea di Durham), sull'estrazione di cave o sulla pesca marittima. Sono molto simili a quelli irlandesi.
I fattori principali nel tipo di insediamento sono: l'ubicazione delle fonti d'acqua, l'organizzazione dell'agricoltura e della proprietà terriera e la probabilità di inondazioni. Ad esempio, in aree come il Lincolnshire Wolds, i villaggi si trovano spesso lungo la linea delle sorgenti a metà delle colline e hanno origine come insediamenti lungo le sorgenti, con i sistemi originali di campi aperti attorno al villaggio. Nella Scozia settentrionale, la maggior parte dei villaggi sono progettati secondo uno schema a griglia situato su o vicino alle strade principali, mentre in aree come la Foresta di Arden, gli sgomberi dei boschi hanno prodotto piccoli villaggi attorno ai verdi villaggi. A causa della topografia delle colline di Clent, il villaggio di Clent nel Worcestershire settentrionale è un esempio di villaggio senza centro ma costituito invece da una serie di frazioni sparse sopra e intorno alle colline.
Alcuni villaggi sono scomparsi (ad esempio i borghi medievali abbandonati), a volte lasciando dietro di sé una chiesa o un maniero e a volte solo dossi nei campi. Alcuni mostrano prove archeologiche di insediamenti su tre o quattro strati diversi, ciascuno distinto dal precedente. Gli sgomberi potrebbero essere stati necessari per ospitare pecore o tenute di caccia, o recinti, o potrebbero essere stati il risultato di uno spopolamento, come dopo la peste nera o in seguito allo spostamento degli abitanti in distretti più prosperi. Altri villaggi sono cresciuti e si sono fusi e spesso formano centri all'interno della massa generale dei sobborghi, come Hampstead, Londra e Didsbury a Manchester. Molti villaggi sono ora prevalentemente dormitori e hanno subito la perdita di negozi, chiese e altre strutture.
Per molti britannici il villaggio rappresenta un ideale della Gran Bretagna. Visto come lontano dal trambusto della vita moderna, è rappresentato come tranquillo e armonioso, anche se un po' chiuso in se stesso. Questo concetto di Arcadia incontaminata è presente in molte rappresentazioni popolari del villaggio come la serie radiofonica Gli Arcieri o le gare di villaggio meglio conservate.
Molti villaggi nello Yorkshire meridionale, nel Nottinghamshire settentrionale, nel Derbyshire nordorientale, nella contea di Durham, nel Galles meridionale e nel Northumberland sono conosciuti come villaggi pit. Questi (come Murton, contea di Durham) sono cresciuti da villaggi quando l'affondamento di una miniera di carbone all'inizio del XX secolo ha provocato una rapida crescita della loro popolazione e i proprietari della miniera di carbone hanno costruito nuove abitazioni, negozi, pub e chiese. Alcuni villaggi scavati sono diventati troppo grandi per le città vicine per area e popolazione; per esempio, Rossington nel South Yorkshire arrivò ad avere più di quattro volte più persone della vicina città di Bawtry. Alcuni villaggi-fossa crebbero fino a diventare città; per esempio, Maltby nello Yorkshire meridionale è cresciuta da 600 persone nel XIX secolo a oltre 17.000 nel 2007. Maltby è stata costruita sotto gli auspici della Sheepbridge Coal and Iron Company e comprendeva ampi spazi aperti e servizi per giardini.
Nel Regno Unito, la principale distinzione storica tra un borgo e un villaggio era che quest'ultimo aveva una chiesa, e quindi solitamente era il centro di culto di una parrocchia ecclesiastica. Tuttavia, alcune parrocchie civili possono contenere più di un villaggio. Il tipico villaggio aveva un pub o una locanda, negozi e un fabbro. Ma molte di queste strutture ora non ci sono più, e molti villaggi sono adibiti a dormitori per i pendolari. La popolazione di tali insediamenti varia da poche centinaia di persone a circa cinquemila. Un villaggio si distingue da una città in quanto:
- Un villaggio non dovrebbe avere un mercato agricolo regolare, anche se oggi tali mercati sono rari anche negli insediamenti che sono chiaramente città.
- Un villaggio non ha un municipio né un sindaco.
- Se un villaggio è l'insediamento principale di una parrocchia civile, allora qualsiasi organo amministrativo che lo amministra a livello parrocchiale dovrebbe essere chiamato consiglio parrocchiale o riunione parrocchiale, e non consiglio comunale o consiglio comunale. Tuttavia, alcune parrocchie civili non hanno una parrocchia, un comune o un consiglio comunale funzionante né un incontro parrocchiale funzionante. In Galles, dove l'equivalente di una parrocchia civile inglese è chiamata Community, l'organismo che la amministra è chiamato Community Council. Tuttavia, i consigli più grandi possono scegliere di chiamarsi consigli comunali[35]. In Scozia, l'equivalente è anche un consiglio comunitario, tuttavia, nonostante siano organi statutari, non hanno poteri esecutivi.
- Dovrebbe esserci una cintura verde libera o campi aperti, come, ad esempio, si vede sulle mappe aeree di Ouston che circonda i confini della sua parrocchia[36]. Tuttavia questo potrebbe non essere applicabile ai villaggi urbanizzati: sebbene questi possano non essere considerati villaggi, sono spesso ampiamente definiti come tali; un esempio di questo è Horsforth a Leeds.

## Medio Oriente

### Libano
Come la Francia, i villaggi in Libano sono solitamente situati in remote aree montuose. La maggior parte dei villaggi in Libano conserva i nomi aramaici o deriva dai nomi aramaici, e questo perché l'aramaico era ancora in uso sul Monte Libano fino al XVIII secolo.
Questi distretti includono Baabda, Aley, Matn, Jedeideh, Keserwan, Jounieh, Chouf, Beiteddine e Jbeil (Byblos), Tripoli (Tripoli), Zgharta (Zgharta/Ehden), Bsharri (Bsharri), Batroun (Batroun), Koura (Amioun), Miniyeh-Danniyeh (Minyeh/Sir Ed-Danniyeh), Zahle (Zahle), Rashaya (Byblos). Rashaya, Beqaa occidentale (Jebjennine/Saghbine), Sidone (Sidone), Jezzine (Jezzine), Tiro (Tiro), Nabatiyeh (Nabatiyeh), Marjeyoun (Marjeyoun), Hasbaya (Hasbaya), Bint Jbeil (Bint Jbeil), Baalbek (Baalbek) e Hermel (Hermel).
Il distretto di Danniyeh è composto da trentasei piccoli villaggi, che comprende Almrah, Kfirchlan, Kfirhbab, Hakel al Azimah, Siir, Bakhoun, Miryata, Assoun, Sfiiri, Kharnoub, Katteen, Kfirhabou, Zghartegrein, Ein Qibil.
Danniyeh (noto anche come Addinniyeh, Al Dinniyeh, Al Danniyeh, arabo: سير الضنية) è una regione situata nel distretto di Miniyeh-Danniyeh nel Governatorato settentrionale del Libano. La regione si trova a est di Tripoli, si estende a nord fino al distretto di Akkar, a sud fino al distretto di Bsharri e al distretto di Zgharta e fino all'estremo oriente fino a Baalbek e Hermel. Dinniyeh ha un eccellente ambiente ecologico ricco di boschi, frutteti e boschetti. Numerosi villaggi si trovano in questa zona montuosa, la città più grande è Sir Al Dinniyeh.
Un esempio di un tipico villaggio libanese di montagna a Dannieh sarebbe Hakel al Azimah, un piccolo villaggio che appartiene al distretto di Danniyeh, situato tra i confini di Bakhoun e Assoun. Si trova al centro delle valli che si trovano tra i Monti Arbeen e il Khanzouh.

### Siria
La Siria contiene un gran numero di villaggi che variano per dimensioni e importanza, inclusi villaggi antichi, storici e religiosi, come Ma'loula, Sednaya e Brad (ai tempi di Mar Maroun). La diversità degli ambienti siriani crea differenze significative tra i villaggi siriani in termini di attività economica e modalità di adozione. I villaggi nel sud della Siria (Hauran, Jabal al-Druze), nel nord-est (l'isola siriana) e nel bacino del fiume Oronte dipendono principalmente dall'agricoltura, principalmente grano, verdura e frutta. I villaggi nella regione di Damasco e Aleppo dipendono dal commercio. Alcuni altri villaggi, come Marmarita, dipendono fortemente dall'attività turistica.
Le città mediterranee in Siria, come Tartus e Latakia, hanno tipi simili di villaggi. Principalmente, i villaggi furono costruiti in ottimi siti che avevano i fondamenti della vita rurale, come l'acqua. Un esempio di villaggio siriano mediterraneo a Tartus sarebbe al-Annazah, che è un piccolo villaggio che appartiene all'area di al-Sauda. L'area di al-Sauda è chiamata nahiya.

## Oceania
Le comunità delle isole del Pacifico erano storicamente chiamate villaggi dagli anglofoni che viaggiavano e si stabilivano nell'area. Alcune comunità come diversi villaggi di Guam continuano a essere chiamati "villaggi" nonostante abbiano una popolazione numerosa che può superare i 40.000 residenti.

### Nuova Zelanda
Il tradizionale villaggio Maori era il pā, un insediamento fortificato in cima a una collina. I tronchi di felce arborea e il lino erano i principali materiali da costruzione. Come in Australia il termine è ora utilizzato principalmente in riferimento allo shopping o ad altre aree pianificate.

### Australia
Il termine villaggio viene spesso utilizzato in riferimento a piccole comunità pianificate, come comunità di pensionati o quartieri commerciali, e ad aree turistiche come le stazioni sciistiche. Le piccole comunità rurali sono generalmente conosciute come township. Gli insediamenti più grandi sono conosciuti come città.

## Sud America

### Argentina
Di solito si trovano in remote aree montuose. Alcuni villaggi ospitano sport invernali o sono attrezzati per il turismo (come Uspallata, La Cumbrecita, Villa Traful e La Cumbre).

### Guyana
In varie zone della Guyana si possono ancora trovare villaggi. Sebbene molte siano ora città, ci sono diverse aree sulle rive dei fiumi e comunità fuori dalle strade centrali che sono ancora localmente considerate villaggi.

### Uruguay
"Village" o "villa" è uno dei tre livelli ai quali il governo classifica le urbanizzazioni o "localidades", una "villa" è il rango più alto di un "pueblo" che è l'unità più bassa e inferiore a una città o "ciudad", che è il grado più alto. Questa organizzazione è più legata alla notorietà che alle dimensioni, poiché non esistono criteri ufficiali per determinare il livello di urbanizzazione. Ogni urbanizzazione è un "pueblo" a meno che non venga elevata per decreto alla categoria successiva. Storicamente questa era una facoltà del potere esecutivo, ma più recentemente questa facoltà è stata trasferita al potere legislativo. Tuttavia il linguaggio colloquiale si riferisce ancora come "pueblo" alla maggior parte delle "ville" e anche le città e molti nomi preceduti dalla parola "villa" potrebbero rappresentare altri standard, come "Villa del Cerro" o "Villa Serrana".

## Nord America
A differenza del Vecchio Mondo, il concetto di villaggio in Canada e negli Stati Uniti oggi è in gran parte disconnesso dalle sue origini rurali e comunitarie. La situazione è diversa in Messico a causa della grande maggioranza della popolazione indigena che vive in villaggi tradizionali.

### Canada
Si ritiene che il nome Canada possa essere una traslitterazione della parola irochese per "villaggio". Jacques Cartier ricevette indicazioni per il Kanata di Kebec e questo divenne il nome del distretto coloniale francese prima che fosse il nome della nazione.

### Stati Uniti

#### Villaggi incorporati
In venti stati degli Stati Uniti, il termine "villaggio" si riferisce a una forma specifica di governo municipale incorporato, simile a una città ma con meno autorità e portata geografica. Tuttavia, questa è una generalità; in molti stati ci sono villaggi che sono un ordine di grandezza più grandi delle città più piccole dello stato. La distinzione non si basa necessariamente sulla popolazione, ma sui relativi poteri concessi alle diverse tipologie di comuni e, di conseguenza, sui diversi obblighi di fornire servizi specifici ai residenti.
In alcuni stati come New York e Michigan, un villaggio è un comune incorporato, all'interno di una singola città o distretto civile. In alcuni casi, il villaggio può coincidere con la città o il distretto, nel qual caso i due possono avere un governo consolidato. Ci sono anche villaggi che si estendono lungo i confini di più di una città o distretto; alcuni villaggi possono trovarsi a cavallo dei confini della contea.
Non vi è alcun limite di popolazione ai villaggi di New York. Hempstead, il villaggio più grande, conta 55.000 residenti, il che lo rende più popoloso di alcune città dello stato. Tuttavia, i villaggi dello stato non possono superare le cinque miglia quadrate (13 km2) di superficie. Anche il Michigan e l'Illinois non hanno limiti di popolazione fissi per i villaggi e ci sono molti villaggi che sono più grandi delle città in quegli stati. Secondo il censimento del 2020, il villaggio di Schaumburg, Illinois, contava 78.723 residenti. Inoltre, un villaggio non ha una cifra scritta che indichi quanto piccola possa essere una popolazione, con il più piccolo villaggio incorporato degli Stati Uniti che è Dering Harbour, NY, con una popolazione di poco più di 10 abitanti.
Nel Michigan, un villaggio è sempre legalmente parte di una township. I villaggi possono incorporare terreni in più comuni e persino più contee. Il villaggio più grande dello stato è Beverly Hills nel Southfield Township che aveva una popolazione di 10.267 persone secondo il censimento del 2010.
Nello stato del Wisconsin, un villaggio è sempre legalmente separato dalle città da cui è stato incorporato. Il villaggio più grande è Menomonee Falls, che conta oltre 32.000 residenti. Nella legge della Pennsylvania, il termine distretto viene utilizzato per riferirsi allo stesso tipo di entità. L'80% dei 956 distretti della Pennsylvania hanno una popolazione inferiore a 5.000 abitanti, ma circa trenta hanno una popolazione superiore a 10.000 abitanti, con lo State College che conta più di 40.000 residenti.
In Ohio i villaggi sono solitamente legalmente parte della township da cui sono stati incorporati, sebbene esistano eccezioni come Hiram, in cui il villaggio è separato dalla township. I villaggi diventano città se raggiungono una popolazione di almeno 5.000 abitanti.
Nel Maryland, una località denominata "Villaggio di..." può essere una città incorporata o un distretto fiscale speciale. Un esempio di quest'ultimo è il Villaggio di Friendship Heights.
Nella Carolina del Nord, l'unica differenza tra città, paesi e villaggi è il termine stesso.

#### Villaggi senza personalità giuridica
In molti stati, il termine "villaggio" è usato per riferirsi a una comunità priva di personalità giuridica relativamente piccola, simile a un villaggio nello stato di New York. Questo utilizzo informale può essere trovato anche negli stati che hanno villaggi come comune incorporato, sebbene tale utilizzo possa essere considerato errato e confuso.
Nella maggior parte degli stati del New England, un "villaggio" è un centro abitato o commerciale, compreso il centro cittadino, in una città altrimenti scarsamente sviluppata, ad esempio il villaggio di Hyannis nella città di Barnstable, Massachusetts. Tuttavia, nel Vermont e nel Connecticut, esistono villaggi sia incorporati che non incorporati.

## Africa

### Nigeria
I villaggi in Nigeria variano in modo significativo a causa delle differenze culturali e geografiche.
Nigeria settentrionale
Nel Nord, i villaggi erano sotto i sovrani tradizionali molto prima della Jihad di Shaikh Uthman Bin Fodio e dopo la Guerra Santa. A quel tempo i governanti tradizionali avevano il potere assoluto nelle loro regioni amministrative. Dopo la Jihad di Dan Fodio nel 1804, la struttura politica del Nord divenne islamica, dove gli emiri erano i leader politici, amministrativi e spirituali del loro popolo. Questi emiri nominarono un certo numero di persone per assisterli nella gestione dell'amministrazione e ciò includeva i villaggi.
Ogni villaggio Hausa era governato da Magaji (capo villaggio) che rispondeva al suo Hakimi (sindaco) a livello di città. Il Magaji aveva anche il suo gabinetto che lo assisteva nel governare il suo villaggio in modo efficiente, tra cui Mai-Unguwa (capo del reparto).
Con la creazione dell'autorità nativa nelle province nigeriane, il potere autocratico dei capi villaggio insieme a tutti gli altri governanti tradizionali fu sottomesso, quindi governarono "sotto la guida di funzionari coloniali".
Anche se la costituzione della Repubblica Federale della Nigeria non ha riconosciuto le funzioni dei governanti tradizionali, essi continuano a incutere rispetto nei loro villaggi e i titolari di cariche politiche collaborano con loro quasi ogni volta per raggiungere la gente.
Nella lingua Hausa, il villaggio si chiama ƙauye e ogni area governativa locale è composta da numerosi ƙauyuka (villaggi) piccoli e grandi. Ad esempio, Girka è un villaggio nella città di Kaita, nello stato di Katsina in Nigeria. Hanno case di fango con il tetto di paglia, anche se, come nella maggior parte dei villaggi del Nord, i tetti di zinco sono diventati uno spettacolo comune.
Ancora in molti villaggi del Nord le persone non hanno accesso all’acqua potabile. Perciò attingono l'acqua agli stagni e ai ruscelli. Altri sono fortunati ad avere pozzi raggiungibili a piedi. Le donne corrono al mattino a prendere l'acqua nei loro vasi di terracotta da pozzi, pozzi e ruscelli. Tuttavia, il governo ora sta fornendo loro pozzi d’acqua.
L'elettricità e la rete GSM raggiungono quasi ogni giorno sempre più villaggi del Nord. Quindi le cattive strade di raccordo possono portare a villaggi remoti con elettricità e rete GSM instabile.
Nigeria meridionale
Gli abitanti dei villaggi della regione sud-orientale vivevano separatamente in "gruppi di capanne appartenenti al patrilinaggio". Poiché la regione della foresta pluviale è dominata da persone di lingua Igbo, i villaggi sono chiamati ime obodo (all'interno della città) in lingua Igbo. Un tipico grande villaggio potrebbe avere qualche migliaio di persone che condividono lo stesso mercato, luogo di incontro e credenze.

### Sud Africa
In Sud Africa la maggior parte delle persone che vivono nelle zone rurali risiede nei villaggi. Le loro dimensioni variano da una popolazione inferiore a 500 a circa 1000.